# Капитан Ньюмен, доктор медицины
«Капитан Ньюмен, доктор медицины» (англ. Captain Newman, M.D.) — экранизация романа Лео Ростена. Военная драма 1963 года режиссёра Дэвида Миллера, съёмки которой проходили в форте Хуачука, штат Аризона.

## Сюжет
Сюжет вдохновлён работой знакомого автору капитана Ральфа Ромео Гринсона, служившего в городе Юма, штат Аризона он был врачом военно-психиатрической службы армии США и изучал посттравматическое стрессовое расстройство (ПТСР).
В 1944 году главный герой — капитан Ньюмэн, руководитель невропатологического отдела военного госпиталя. Несмотря на войну, он ставит медицинские обязанности превыше всего. В центре внимания три пациента. Один из них — капрал, награжденный множеством медалей, который мучается от угрызений совести после того, как оставил товарища в пылающем самолёте.
Другой пациент — полковник, впавший в безумие из-за ощущения вины за гибель множества подчинённых в воздушных боях. Третий — капитан, который переживает постыдные воспоминания о том, как скрывался в подвале оккупированной немцами территории на протяжении целого года.

## В ролях
| Актёр            | Роль                                              |
| ---------------- | ------------------------------------------------- |
| Грегори Пек      | капитан Джозеф, Ньюмен                            |
| Тони Кёртис      | капрал Джэксон 'Джейк Леибойц'                    |
| Бобби Дарин      | капитан Джим Томпкинс                             |
| Энджи Дикинсон   | лейтенант Фрэнси                                  |
| Эдди Альберт     | полковник Эдгар Пайсер                            |
| Джеймс Грегори   | полковник Эдгар Пайсер                            |
| Бетти Лесли      | миссис Хелен Уинстон                              |
| Дюваль, Роберт   | капитан Пол Кабот Уинстон                         |
| Джейн Уитхерс    | лейтенант Грейс Блоджетт                          |
| Дик Саржент      | лейтенант Белден «Берни» Олдерсон                 |
| Ларри Сторч      | капрал Гевони                                     |
| Роберт Ф. Саймон | лейтенант Сол. М. Б. Ларрабии                     |
| Сил Ламонт       | сержант Копп                                      |
| Пол Карр         | Артур Вербел (пациент)                            |
| Вито Скотии      | Мадж. Альфредо Фортуно, итальянский военнопленный |
| Крахан Дентон    | Мадж. Генерал. Сноуден                            |
| Энн Доран        | миссис Пайсер (в титрах не указана)               |
| Джон Харт        | офицер (в титрах не указан)                       |
| Барри Этуотер    | майор Доуз (в титрах не указан)                   |

## Награды и номинации
- Три номинации на премию «Оскар»: лучшая мужская роль второго плана — Бобби Дарин за роль Джима Томпкинса, лучший звук — Уолдон О. Уотсон, лучший адаптированный сценарий — Ричард Л. Брин, Генри Эфрон, Фиби Эфрон.